# Clania glenlyonensis
Clania glenlyonensis är en skalbaggsart som beskrevs av Dombrow 1997. Clania glenlyonensis ingår i släktet Clania och familjen Melolonthidae. Inga underarter finns listade i Catalogue of Life.